# Serra dels Gebuts
La Serra dels Gebuts és una serra situada al municipi de Soses a la comarca del Segrià, amb una elevació màxima de 177,9 metres.